# Volby do Zastupitelstva Plzeňského kraje 2024
Volby do Zastupitelstva Plzeňského kraje v roce 2024 se konaly v pátek 20. září a v sobotu 21. září 2024 jako součást celostátních krajských voleb v roce 2024.

## Pozadí
Ve volbách v roce 2020 zvítězilo hnutí ANO s 22,50 % hlasů. Do zastupitelstva se dostalo dalších šest subjektů. Po volbách podepsali koaliční smlouvu zástupci koalice „Občanská demokratická strana s podporou TOP 09 a nezávislých starostů“, koalice „STAROSTOVÉ (STAN) s JOSEFEM BERNARDEM a podporou Zelených, PRO PLZEŇ a Idealistů“ a Pirátů. Hejtmankou byla zvolena Ilona Mauritzová z ODS.
V únoru 2022 však došlo k odvolání krajské rady včetně hejtmanky Ilony Mauritzové. Novou koalici sestavili zástupci Pirátů, koalice „STAROSTOVÉ (STAN) s JOSEFEM BERNARDEM a podporou Zelených, PRO PLZEŇ a Idealistů“ a hnutí ANO. Novým hejtmanem se stal Rudolf Špoták z České pirátské strany.
|              |            |          |                |
| Subjekt      | Subjekt    | % (2020) | Mandáty (2024) |
| Koalice (31) |            |          |                |
|              | ANO        | 22,50    | 12/45          |
|              | STAN       | 14,90    | 4/45           |
|              | PRO PLZEŇ  | 14,90    | 2/45           |
|              | Zelení     | 14,90    | 1/45           |
|              | Piráti     | 13,56    | 6/45           |
|              | nezávislí  | –        | 5/45           |
|              | nezařazení | –        | 1/45           |
| Opozice (14) |            |          |                |
|              | ODS        | 21,23    | 9/45           |
|              | TOP 09     | 21,23    | 2/45           |
|              | SPD        | 6,18     | 1/45           |
|              | SOCDEM     | 5,85     | 1/45           |
|              | KSČM       | 5,48     | 1/45           |

## Kandidující subjekty
| Číslo | Subjekt | Subjekt                                                     | Typ              | Fotografie | Lídr            | Poznámky                                                                                |
| ----- | ------- | ----------------------------------------------------------- | ---------------- | ---------- | --------------- | --------------------------------------------------------------------------------------- |
| 15    |         | DSZ – ZA PRÁVA ZVÍŘAT                                       | politická strana |            | Blanka Filipová | vedoucí útulku pro týrané koně S.O.S. Život pro koně                                    |
| 16    |         | PŘÍSAHA občanské hnutí                                      | politické hnutí  |            | Jiří Frei       | zdravotnický záchranář, vysokoškolský učitel, soudní znalec v oboru zdravotnictví       |
| 21    |         | Česká pirátská strana                                       | politická strana |            | Rudolf Špoták   | hejtman Plzeňského kraje                                                                |
| 29    |         | Koruna Česká (monarchistická strana Čech, Moravy a Slezska) | politická strana |            | Luděk Krčmář    | historik                                                                                |
| 37    |         | STAČILO! KSČM, SD-SN a ČSNS                                 | koalice          |            | Jiří Valenta    | pedagogický pracovník                                                                   |
| 39    |         | ANO 2011                                                    | politické hnutí  |            | Kamal Farhan    | lékař a poslanec PSP ČR                                                                 |
| 43    |         | ČISTÝ A BEZPEČNÝ KRAJ                                       | koalice          |            | Jiří Štěpánek   | výkonný místopředseda DSSS                                                              |
| 61    |         | STAROSTOVÉ A NEZÁVISLÍ                                      | politické hnutí  |            | Pavel Čížek     | náměstek hejtmana pro dopravu, dlouholetý starosta a místostarosta města Spálené Poříčí |
| 70    |         | Sociální demokracie                                         | politická strana |            | Václav Šimánek  | ředitel Fakultní nemocnice Plzeň                                                        |
| 71    |         | SPD a Trikolora                                             | koalice          |            | Marie Pošarová  | finanční analytička, poslankyně                                                         |
| 72    |         | ODS a TOP 09 – SPOLEČNĚ DO KRAJE                            | koalice          |            | Jan Šašek       | podnikatel, zastupitel Plzeňského kraje                                                 |
| 93    |         | PRO NÁŠ KRAJ – PRO PLZEŇ a KDU-ČSL                          | koalice          |            | Jiří Klečka     | urolog, zastupitel města Plzně                                                          |
| 94    |         | LEPŠÍ ŽIVOT PRO LIDI                                        | politická strana |            | Jiří Fejt       | bývalý šéfredaktor                                                                      |

## Zvýšení počtu zastupitelů
Po volbách do Zastupitelstva Plzeňského kraje v roce 2024 se počet zastupitelů zvýší ze 45 na 55, jelikož celkový počet obyvatel Plzeňského kraje překročil hranici 600 000.